# Banovci (Nijemci)
Banovci er en landsby i det østlige Kroatien med 256 (2021) indbyggere. Landsbyen ligger på grænsen til Serbien i kommunen Nijemci. Størstedelen af befolkningen er serbere.

## Demografi
| Indbyggertal | Indbyggertal | Indbyggertal | Indbyggertal | Indbyggertal | Indbyggertal | Indbyggertal | Indbyggertal | Indbyggertal | Indbyggertal | Indbyggertal | Indbyggertal | Indbyggertal | Indbyggertal | Indbyggertal |
| ------------ | ------------ | ------------ | ------------ | ------------ | ------------ | ------------ | ------------ | ------------ | ------------ | ------------ | ------------ | ------------ | ------------ | ------------ |
| 1857         | 1869         | 1880         | 1890         | 1900         | 1910         | 1921         | 1931         | 1948         | 1953         | 1961         | 1971         | 1981         | 1991         | 2001         |
| 460          | 779          | 651          | 836          | 890          | 990          | 1047         | 1139         | 1028         | 1138         | 1084         | 975          | 778          | 653          | 479          |

## References
1. ↑  - Republika Hrvatska - Državni zavod za statistiku: Naselja i stanovništvo Republike Hrvatske 1857.-2001.